# نتريت أمونيوم
 نتريت أمونيوم  مركب كيميائي له الصيغة NH4NO2 .

## الاستخدامات
يستخدم مركب نتريت أمونيوم كمبيد للقوارض.